# Marta Bitner
Marta Bitner (* 1991) ist eine polnische Schauspielerin. Seit 2012 war sie nicht mehr aktiv tätig.

## Leben und Karriere
Bitner wurde 1991 geboren. Ihr Debüt gab sie 2000 in dem Film The Condemnation of Franciszek Kłos. Anschließend war sie 2001 in Geralt von Riva – Der Hexer zu sehen. Zu ihren bekanntesten Rollen gehören die Serien Two Sides of the Coin, Czas honoru und Egzamin z życia. Von 2009 bis 2011 trat sie in Barwy szczęścia auf. Zwischen 2010 und 2011 bekam Bitner eine Rolle in Licencja na wychowanie. Ihren letzten Auftritt hatte sie 2012 in einer Folge in Lekarze.

## Filmografie
Filme
- 2000: The Condemnation of Franciszek Kłos
- 2000: Moja córeczka
- 2001: Geralt von Riva - Der Hexer

Serien
- 2002: Der Hexer
- 2007: Two Sides of the Coin
- 2008: Czas honoru
- 2008: Egzamin z życia
- 2008: Hotel pod żyrafą i nosorożcem
- 2009–2011: Barwy szczęścia
- 2010–2011: Licencja na wychowanie
- 2012: Lekarze